# Маико (национальный парк)
Маико (фр. Parc national de la Maiko ) — национальный парк на востоке ДРК.
Сегодня площадь парка, основанного 20 ноября 1970 года, составляет 10885 км².
Национальный парк расположен у реки Маико на границе провинций Восточная, Северное Киву и Маниема. Сегодня он известен как одно из мест обитания окапи, африканского павлина и равнинной восточной гориллы.